# Emil Tahirovič
Emil Tahirovič, slovenski plavalec, * 30. december 1979, Ljubljana
Tahirovič je za Slovenijo nastopil na dveh olimpijadah, na Poletnih olimpijskih igrah 2004 v Atenah ter na Poletnih olimpijskih igrah 2008 v Pekingu. 
13. decembra 2008 je Tahirovič na Evropskem prvenstvu v kratkih bazenih v Rijeki, osvojil bronasto kolajno v disciplini 50 metrov prsno in prav tako na Dunaju.